# Лез-Юлис
Лез-Юлис (фр. Les Ulis [lɛzy'lis]о файле) — город и коммуна во Франции, в регионе Иль-де-Франс, департамент Эсон. Центр кантона Лез-Юлис.
Население 24 962 человек (2006).
Коммуна расположена в 23 км от центра Парижа, в 21 км западнее Эври.
В Лез-Юлисе родился знаменитый французский футболист Тьерри Анри.

## Демография
| 1975   | 1982   | 1990   | 2007   |
| ------ | ------ | ------ | ------ |
| 20 316 | 28 256 | 27 197 | 24 528 |

## Города-побратимы
- Седиу, Сенегал